# Nasdine Hodja au pays du business
Pour plus de détails, voir Fiche technique et Distribution.
Nasdine Hodja au pays du business est un film documentaire français réalisé par Jean-Patrick Lebel, sorti en 1985.

## Synopsis
Des jeunes d'origine algérienne et marocaine vivant dans une cité d'Aulnay-sous-Bois racontent leurs « galères ».

## Fiche technique
- Titre : Nasdine Hodja au pays du business
- Réalisation : Jean-Patrick Lebel
- Assistants de Réalisation : Ariel Nathan et Philippe Valeri
- Collaboration technique : Luc Alavoine
- Scénario : Jean-Patrick Lebel, en collaboration avec Djamel Boujana, Atmann et Djamel Femmami, Moulouk Gali, Abderrazak Hamou et Jader Cunha Neves
- Photographie : Dominique Chapuis, Eduardo Serra
- Son : Alix Comte, Richard Zolfo
- Musique : Richard Zolfo
- Montage : Christiane Lack
- Production : Périphérie Production (Bobigny)
- Distribution : Les Films de l'Atalante
- Pays d'origine :  France
- Durée : 117 minutes
- Date de sortie : 
  - France : 15 mai 1985